# Cynops pyrrhogaster
Il tritone dal ventre di fuoco (Cynops pyrrhogaster) è un anfibio d'acqua dolce appartenente alla famiglia Salamandridae.

## Etimologia del nome
"Cynops" deriva dal greco e significa "muso di cane". Il nome specifico deriva altresì dal greco e significa invece "ventre di fuoco", a causa dell'appariscente colorazione di questi tritoni (che sul ventre va proprio dall'arancione al rosso). I nomi comuni con cui è indicato generalmente non sono altro che la traduzione del nome specifico; fa eccezione "Tritone giapponese", che indica chiaramente la provenienza di questa specie.

## Descrizione

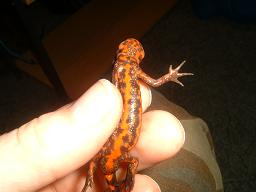
Maschio di Cynops pyrrhogaster, ventre.

## Distribuzione e habitat
Diffuso in Giappone, non solo sulle isole maggiori ma anche su numerose isole minori, soprattutto a Sud. Vive in acque ferme con ostacoli sommersi e acque pure a temperature non superiori a 20 °C.

## Biologia

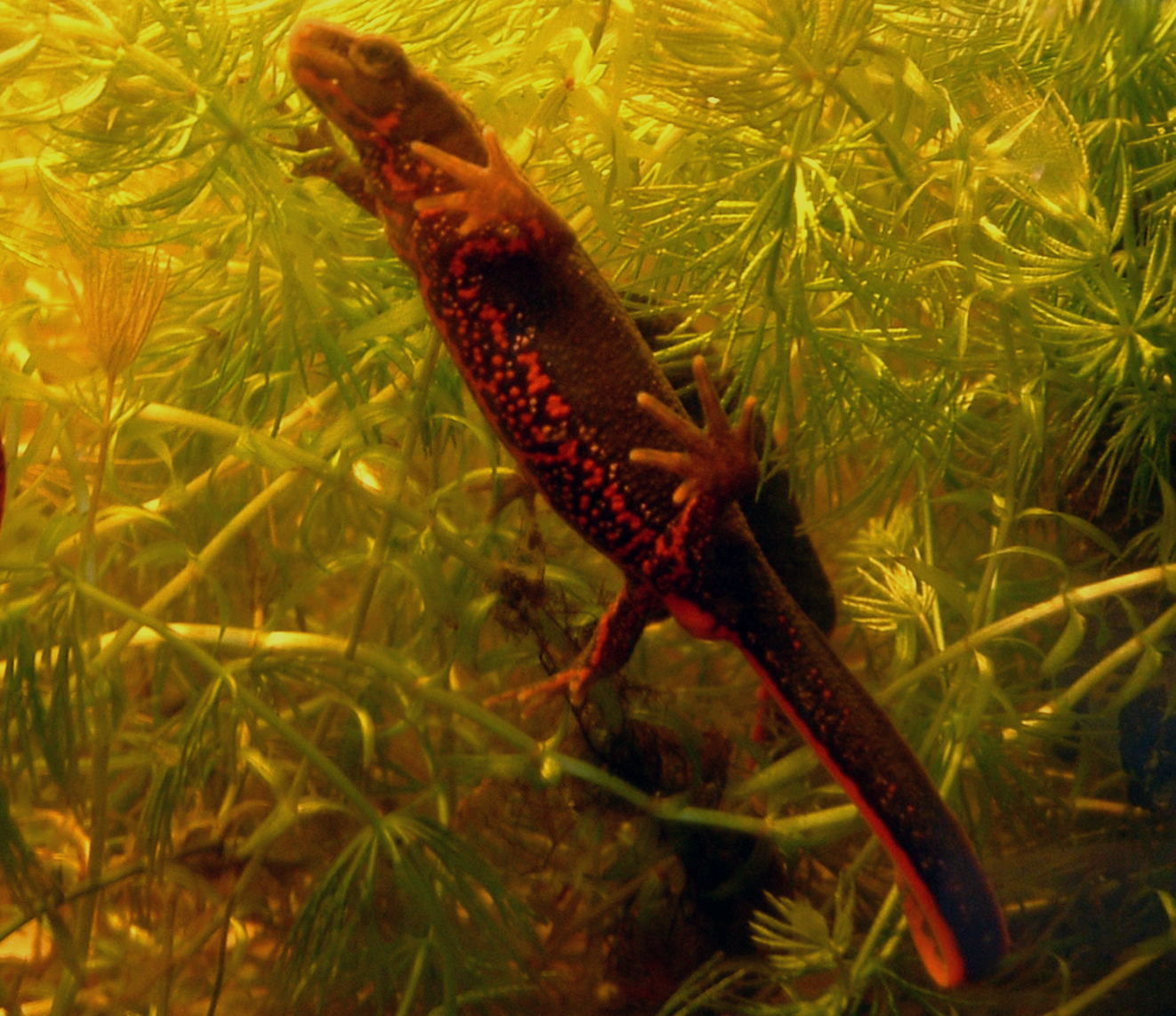
Un esemplare femmina di Cynops pyrrhogaster

### Riproduzione
La stagione riproduttiva va da Aprile a Giugno; in questo arco di tempo la femmina può deporre circa 200 uova. L'accoppiamento segue un rituale particolare: il maschio esegue una danza davanti alla femmina, quindi depone una spermateca, che poi la femmina accoglie entro la sua cloaca. Le uova (che misurano circa 2 mm di diamentro) vengono deposte generalmente tra le foglie delle piante acquatiche, che vengono "ripiegate" in modo caratteristico, e abbandonate (diventando facilmente preda di pesci, anfibi e degli stessi Cynops). Dopo 20 giorni circa avviene la schiusa, mentre le larve diventano adulte dopo circa un anno e raggiungono la maturità sessuale dopo tre.

### Alimentazione in natura e in cattività
Il Cynops pyrrhogaster segue l'alimentazione di tutti gli individui del suo genere, nutrendosi principalmente di anellidi, vermi, insetti, piccoli crostacei, molluschi e occasionalmente pesce e carcasse di animali morti annegati o nei pressi dello specchio d'acqua.

## Stato di conservazione
Non è una specie in pericolo di estinzione, ma è anzi (data la numerosa presenza) massicciamente importato in tutto il mondo insieme ad un'altra specie del genere Cynops molto simile, il Cynops orientalis.

## Acquariofilia

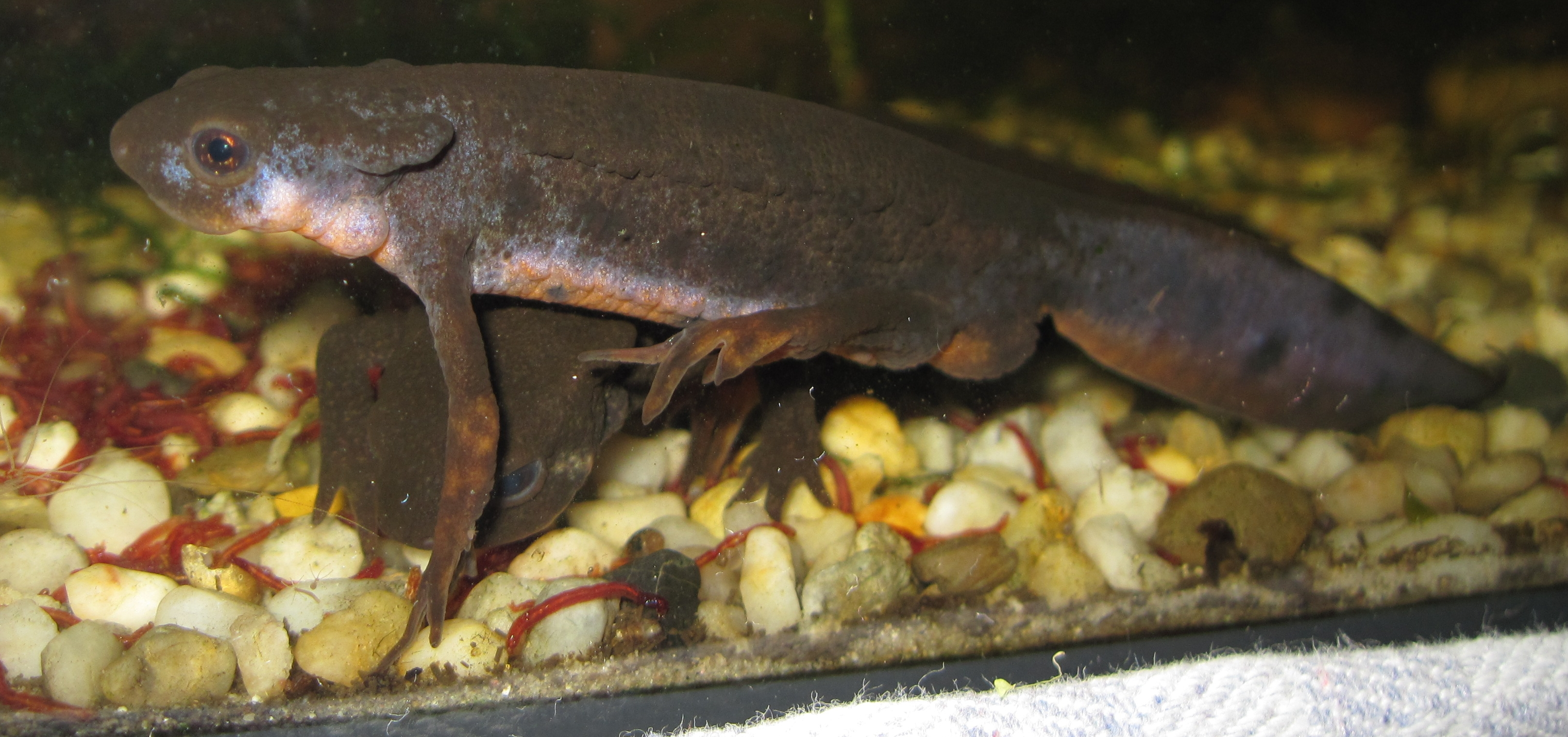
Maschi in un acquaterrario

## Fonti
Amphibiaweb

Caudata.org